# Xiang Zhongfa

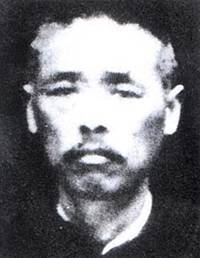
Xiang Chongfa in den 1930er Jahren

Xiang Zhongfa (chinesisch 向忠發 / 向忠发, Pinyin Xiàng Zhōngfǎ, W.-G. Hsiang Chung-fa; * 1888 in Shanghai; † 24. Juni 1931 ebenda) war Generalsekretär der Kommunistischen Partei Chinas von 1928 bis 1931, hatte auf die Entwicklung der Partei jedoch wenig Einfluss.
Xiang, der aus einer armen Familie aus Hanchuan (Hubei) stammte und nach Wuhan zog, als er noch ein kleines Kind war, wurde als Jugendlicher Industriearbeiter. Im Jahre 1922 wurde er stellvertretender Vorsitzender er Gewerkschaft in der Hanyeping-Eisenhütte und trat der Kommunistischen Partei bei. Während des Nordfeldzuges organisierte er Streiks gegen die Kriegsherren-Regimes. Nach der Einnahme Wuhans durch die Nationalrevolutionäre Armee wurde er Vorsitzender der Arbeiterabteilung der Kuomintang.
Auf dem V. Parteitag der Kommunistischen Partei im April und Mai 1927 wurde er in das Zentralkomitee gewählt. Nach dem Massaker von Shanghai und dem Zerfall der Ersten Einheitsfront kam Chen Duxiu als rechter Opportunist in die Kritik, wodurch Xiang in das Politbüro aufrückte. Im Herbst 1927 nahm er an den Feierlichkeiten zum Jahrestag der Oktoberrevolution teil. Auf dem VI. Parteitag vom 18. Juni bis 11. Juli 1928 wurde Qu Qiubai als Linksabweichler und Anhänger von blindem Aktionismus kritisiert. Pavel Mif förderte die Wahl Xiangs zum Generalsekretär, weil nach Meinung der Komintern zu viele Intellektuelle in der Parteiführung waren und die chinesische Kommunistische Partei nach bolschewistischen Vorstellungen umgestaltet werden musste. Li Lisan rückte ebenfalls in Parteiführung und Politbüro auf. Xiang, der den Posten nicht aufgrund von Kompetenz, sondern aufgrund seiner proletarischen Abstammung erhalten hatte, musste sich in seiner Funktion stark von Li Lisan leiten lassen. Lis Versuche, mittels Aufständen in den Städten Chinas einen Umsturz zu Gunsten der Kommunistischen Partei herbeizuführen, schlugen allesamt fehl. Die Komintern holte Li nach Moskau, während Xiang in Shanghai blieb, wo das Politbüro nun aus Xiang, Qu Qiubai und Zhou Enlai bestand.
Xiang blieb auch in Shanghai, als sich die Partei aus Sicherheitsgründen auf das Land zurückzog. Er wurde im April 1931 von Gu Shunzheng, Funktionär im Sicherheitsapparat der  KPCh, nach dessen Verhaftung verraten. Xiang wurde von der Guomindang verhaftet, gefoltert und am 24. Juni 1931 hingerichtet.